# Finsko na Letních olympijských hrách 1936
Finsko na Letních olympijských hrách 1936 v německém Berlíně reprezentovalo 108 sportovců, z toho 103 mužů a 5 žen. Nejmladším účastníkem byl Rauni Essman (18 let, 118 dní), nejstarší pak Yngve Pacius (50 let, 51 dní) . Reprezentanti vybojovali 19 medailí, z toho 7 zlatých, 6 stříbrných a 6 bronzových.

## Medailisté
| Medaile | Jméno | Sport                | Disciplína              |
| ------- | --- | -------------------- | ----------------------- |
| Zlato   | Gunnar Höckert | Atletika             | Muži běh na 5 000 m     |
| Zlato   | Ilmari Salminen | Atletika             | Muži běh na 10 000 m    |
| Zlato   | Volmari Iso-Hollo | Atletika             | Muži 3000 m překážek    |
| Zlato   | Sten Suvio | Box                  | Muži - váha polostřední |
| Zlato   | Aleksanteri Saarvala | Sportovní gymnastika | hrazda                  |
| Zlato   | Lauri Koskela | Zápas                | řecko-římský do 66 kg   |
| Zlato   | Kustaa Pihlajamäki | Zápas                | volný styl do 61 kg     |
| Stříbro | Lauri Lehtinen | Atletika             | Muži běh na 5 000 m     |
| Stříbro | Arvo Askola | Atletika             | Muži běh na 10 000 m    |
| Stříbro | Kalle Tuominen | Atletika             | Muži 3000 m překážek    |
| Stříbro | Sulo Bärlund | Atletika             | Muži vrh koulí          |
| Stříbro | Yrjö Nikkanen | Atletika             | Muži hod oštěpem        |
| Stříbro | Aarne Reini | Zápas                | řecko-římský do 61 kg   |
| Bronz   | Volmari Iso-Hollo | Atletika             | Muži běh na 10 000 m    |
| Bronz   | Kalervo Toivonen | Atletika             | Muži hod oštěpem        |
| Bronz   | Martti Uosikkinen Heikki Savolainen Mauri Nyberg-Noroma Aleksanteri Saarvala Esa Seeste Ilmari Pakarinen Einari Teräsvirta Eino Tukiainen | Sportovní gymnastika | Víceboj - družstvo      |
| Bronz   | Eino Virtanen | Zápas                | řecko-římský do 72 kg   |
| Bronz   | Hermanni Pihlajamäki | Zápas                | volný styl do 66 kg     |
| Bronz   | Hjalmar Nyström | Zápas                | volný styl nad 87 kg    |